# Landkreis Germersheim
Der Landkreis Germersheim ist eine Gebietskörperschaft im Südosten von Rheinland-Pfalz. Sitz der Kreisverwaltung und zugleich bevölkerungsreichste Kommune ist die gleichnamige verbandsfreie Stadt Germersheim. Der Landkreis umfasst 31 Ortsgemeinden, die zum großen Teil Verbandsgemeinden angehören.

## Geographie

### Lage
Der Rhein (Oberrhein) bildet die östliche Kreisgrenze und die Landesgrenze zu Baden-Württemberg, mit Ausnahme eines Teils der Insel Elisabethenwörth und des Brückenkopfs bei Germersheim, die als rechtsrheinische Gebiete zum Landkreis gehören. Die Lauter ist größtenteils die südliche Grenze, welche auch die Staatsgrenze zu Frankreich ist. Der Landkreis liegt vollständig im Rheingraben. Er gehört zur Metropolregion Rhein-Neckar und zum grenzüberschreitenden Eurodistrikt PAMINA.

### Nachbarkreise und -städte
Angrenzende Kreise und kreisfreie Städte sind:
| Neustadt an der Weinstraße                                            | Rhein-Pfalz-Kreis                                                     | Rhein-Neckar-Kreis (Baden-Württemberg)             |
| Landkreis Südliche Weinstraße                                         | Kompassrose, die auf Nachbargemeinden zeigt                           | Land- und Stadtkreis Karlsruhe (Baden-Württemberg) |
| Arrondissement Haguenau-Wissembourg (Département Bas-Rhin/Frankreich) | Arrondissement Haguenau-Wissembourg (Département Bas-Rhin/Frankreich) | Landkreis Rastatt (Baden-Württemberg)              |

## Geschichte
Der Landkreis Germersheim geht auf das am 1. April 1818 vom bayerischen König Maximilian I. gebildete Landkommissariat Germersheim zurück, das 1862 zum Bezirksamt und 1939 in den Landkreis Germersheim überführt wurde. Nach dem Zweiten Weltkrieg wurde der Landkreis Teil der französischen Besatzungszone. Die Errichtung des Landes Rheinland-Pfalz wurde am 30. August 1946 als letztes Land in den westlichen Besatzungszonen durch die Verordnung Nr. 57 der französischen Militärregierung unter General Marie-Pierre Kœnig angeordnet. Es wurde zunächst als „rhein-pfälzisches Land“ bzw. als „Land Rheinpfalz“ bezeichnet; der Name „Rheinland-Pfalz“ wurde erst mit der Verfassung vom 18. Mai 1947 festgelegt.
Der Verwaltungsbezirk selbst wurde im Laufe seiner Geschichte kaum verändert. Einzige Grenzkorrektur im Zuge der rheinland-pfälzischen Verwaltungsreform war die Eingemeindung von Hayna nach Herxheim am 16. März 1974, das dadurch den Landkreis verließ und Bestandteil des Landkreises Landau-Bad Bergzabern (seit 1978: Landkreis Südliche Weinstraße) wurde. Ab Ende der 60er-Jahre verringerte sich die Gemeindeanzahl geringfügig: Ober- und Niederlustadt wurden am 7. Juni 1969 zur Gemeinde Lustadt zusammengelegt, Sondernheim wurde am 22. April 1972 nach Germersheim eingemeindet und Büchelberg, Maximiliansau sowie Schaidt schlossen sich am 10. Juni 1979 auf freiwilliger Basis der Stadt Wörth am Rhein an.

### Einwohnerstatistik

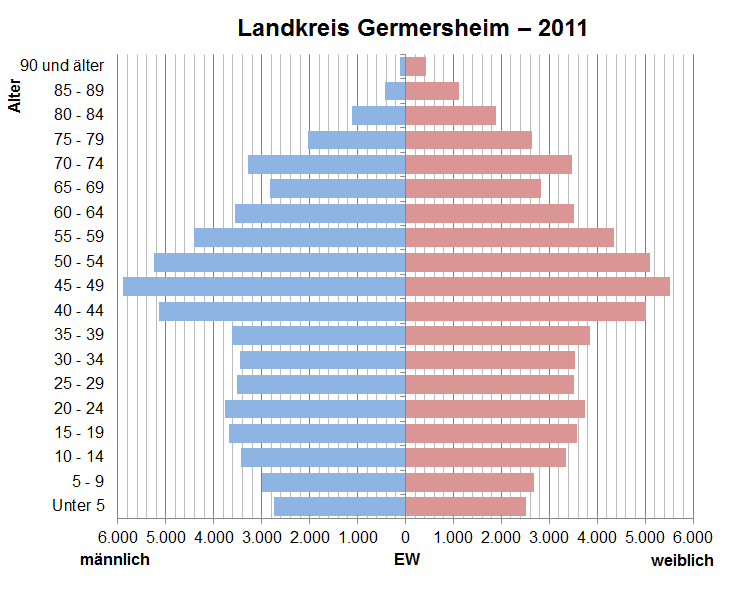
Bevölkerungspyramide für den Kreis Germersheim (Datenquelle: Zensus 2011)

| Jahr | Einwohner | Quelle |
| ---- | --------- | ------ |
| 1864 | 50.980    | [ 6 ]  |
| 1885 | 53.066    | [ 7 ]  |
| 1900 | 52.796    | [ 8 ]  |
| 1910 | 56.958    | [ 8 ]  |
| 1925 | 57.437    | [ 8 ]  |
| 1939 | 63.467    | [ 8 ]  |
| 1950 | 67.515    | [ 8 ]  |
| 1960 | 76.200    | [ 8 ]  |
| 1970 | 92.500    | [ 9 ]  |
| 1980 | 100.300   | [ 10 ] |
| 1990 | 109.000   | [ 11 ] |
| 2000 | 123.400   | [ 12 ] |
| 2010 | 124.838   |        |
| 2016 | 128.205   |        |
| 2020 | 136.396   | [ 13 ] |

### Konfessionsstatistik
Laut der Volkszählung 2011 waren im Jahr 2011 45,1 % katholisch, 27,7 % der Einwohner evangelisch und 27,2 % waren konfessionslos, gehörten einer anderen Glaubensgemeinschaft an oder machten keine Angabe. Der Anteil der Protestanten und Katholiken an der Gesamtbevölkerung ist seitdem gesunken. Gemäß dem Zensus 2022 waren am 25. Mai 2022 34,9 % der Einwohner katholisch, 22,4 % evangelisch, und 42,6 % waren konfessionslos, gehörten einer anderen Glaubensgemeinschaft an oder machten keine Angabe. Ende Mai 2025 hatten 31,3 % die katholische Konfession und 20,3 % die evangelische. 48,4 % gehörten entweder einer anderen Glaubensgemeinschaft an oder waren konfessionslos.
Im Jahr 1871 waren von insgesamt 52.286 Einwohnern im damaligen Bezirksamt Germersheim 33.077 katholisch (63,3 %), 18.129 evangelisch (34,7 %) und 1069 jüdisch (2,0 %). Von den übrigen 11 Personen waren 8 Mennoniten und 3 Reformierte.

## Politik

### Landräte
Dem Bezirksamt Germersheim stand ein Bezirksamtmann vor, vergleichbar einem Landrat. Ab 1. April 1920 lautete die Amtsbezeichnung Bezirksoberamtmann.
- 1862–186700Joseph Megele (war zuvor seit 1853 Landkommissär des Landkommissariats Germersheim)[19]
- 1867–188400Emmerich von Moers[20]
- 1884–190700Gustav Ott (Liberale Vereinigung)[20][21]
  - 1901–190300Friedrich Rösinger (als Geschäftsaushilfe)[20]
  - 1903–190400Wilhelm Eller (als Geschäftsaushilfe)[20]
- 1907–192000Eduard Stumm[20]
- 1920–192400Karl Müller[22][23][24]
- 19240000000Karl Rieth[24]
- 1924–193000Wilhelm Keiler[24]
- 1930–193300Josef Endres[24]
- 1933–193400Walther Beckenkamp
- 1934–193700Stumm
- 1937–193900Ludwig Schmitt (NSDAP; war anschließend bis 1945 Landrat)[25]

Quelle: Schriftenreihe zur Geschichte des Landkreises Germersheim, Band 1.
Seit 1939 steht dem Landkreis ein Landrat vor:
- 1939–194500Ludwig Schmitt (NSDAP; war zuvor seit 1937 Bezirksoberamtmann von Germersheim)[25]
  - 1942–194500Hermann Schug (in Vertretung, Landrat im Kreis Speyer)[25][27][28]
- 19450000000Jakob Rösch (Regierungsoberinspektor, kommissarisch)[29]
- 1945–195300Friedrich Jüllig[29]
- 1953–196900Georg Weiß (1953/54 kommissarisch)[30]
- 1969–197600Walter Hoffmann[30]
- 1976–199100Joachim Stöckle (CDU)
- 1991–200100Gottfried Nisslmüller (SPD)
- 2001–202400Fritz Brechtel (CDU)
- 2024–000000Martin Brandl (CDU)

Quelle: Schriftenreihe zur Geschichte des Landkreises Germersheim, Band 1.

### Kreistag
Der Kreistag des Landkreises Germersheim besteht aus 46 in einer personalisierten Verhältniswahl gewählten Kreistagsmitgliedern und dem Landrat als Vorsitzendem.
Wegen der Besonderheiten des rheinland-pfälzischen Wahlsystems bei den Kommunalwahlen (personalisierte Verhältniswahl) sind die angegebenen prozentualen Stimmanteile als gewichtete Ergebnisse ausgewiesen, die das Wahlverhalten nur rechnerisch wiedergeben.
Die letzten Kommunalwahlen führten zu den folgenden Sitzverteilungen im Kreistag (n. k. = nicht kandidiert):
| Parteien und Wählergruppen | % 2024 | Sitze 2024 | % 2019 | Sitze 2019 | % 2014 | Sitze 2014 |
| -------------------------- | ------ | ---------- | ------ | ---------- | ------ | ---------- |
| CDU                        | 36,4   | 17         | 31,2   | 15         | 40,6   | 18         |
| AfD                        | 19,7   | 9          | 13,5   | 6          | 6,0    | 3          |
| SPD                        | 16,6   | 8          | 20,0   | 9          | 26,6   | 12         |
| FWG                        | 13,4   | 6          | 10,5   | 5          | 10,8   | 5          |
| GRÜNE                      | 9,2    | 4          | 13,6   | 6          | 8,0    | 4          |
| FDP                        | 4,0    | 2          | 5,8    | 3          | 3,6    | 2          |
| Die PARTEI                 | 0,6    | 0          | 2,5    | 1          | n. k.  | n. k.      |
| DIE LINKE.                 | n. k.  | n. k.      | 2,8    | 1          | 2,6    | 1          |
| REP                        | n. k.  | n. k.      | n. k.  | n. k.      | 1,8    | 1          |
| Gesamt                     | 100,0  | 46         | 100,0  | 46         | 100,0  | 46         |
| Wahlbeteiligung in %       | 63,7   | 63,7       | 61,9   | 61,9       | 56,3   | 56,3       |

### Wappen und Flagge

Hissflagge
Bannerflagge

Der Landkreis Germersheim führt ein Wappen sowie eine Hiss- und Bannerflagge.
| Wappen des Landkreises Germersheim | Blasonierung: „Von Schwarz und Blau durch einen silbernen Wellenbalken geteilt; oben ein wachsender, rot gekrönter und bewehrter goldener Löwe, unten ein durchgehendes silbernes Kreuz; im blauen Herzschild ein rot bezungter und bewehrter goldener Adler.“                                                         |
| Wappen des Landkreises Germersheim | Wappenbegründung: Der Löwe steht für die Pfalz und das Kreuz für das Hochstift Speyer. Beide Herrschaften hatten Anteil am heutigen Kreisgebiet. Der Herzschild ist das Wappen der Stadt Germersheim, die einst reichsunmittelbar war und daher den Reichsadler führt. Das Wappen wurde am 16. Februar 1976 genehmigt. |

### Partnerschaft
Zum polnischen Landkreis Krotoszyn besteht eine Partnerschaft.

## Gemeinden
(Einwohner am 31. Dezember 2023)
Verbandsfreie Städte:
- Germersheim, Stadt (21.295)
- Wörth am Rhein, Stadt (18.405)

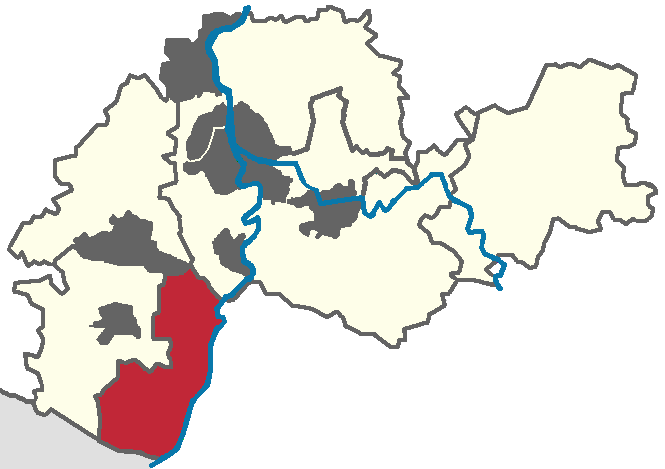
Lage des Landkreises Germersheim in der Metropolregion Rhein-Neckar

Verbandsangehörige Ortsgemeinden und Städte, gegliedert nach ihrer Zugehörigkeit zu den Verbandsgemeinden:
- Verbandsgemeinde Bellheim

1. Bellheim (8.911)
2. Knittelsheim (1.026)
3. Ottersheim bei Landau (1.867)
4. Zeiskam (2.175)

- Verbandsgemeinde Hagenbach

1. Berg (Pfalz) (2.003)
2. Hagenbach, Stadt (5.551)
3. Neuburg am Rhein (2.593)
4. Scheibenhardt (599)

- Verbandsgemeinde Jockgrim

1. Hatzenbühl (2.947)
2. Jockgrim (7.597)
3. Neupotz (1.882)
4. Rheinzabern (5.086)

- Verbandsgemeinde Kandel

1. Erlenbach bei Kandel (719)
2. Freckenfeld (1.577)
3. Kandel, Stadt (9.400)
4. Minfeld (1.708)
5. Steinweiler (1.977)
6. Vollmersweiler (211)
7. Winden (1.102)

- Verbandsgemeinde Lingenfeld

1. Freisbach (1.168)
2. Lingenfeld (5.894)
3. Lustadt (3.385)
4. Schwegenheim (3.192)
5. Weingarten (Pfalz) (1.911)
6. Westheim (Pfalz) (1.742)

- Verbandsgemeinde Rülzheim

1. Hördt (2.726)
2. Kuhardt (1.896)
3. Leimersheim (2.562)
4. Rülzheim (8.385)

- Die Gemeinden und Gemeindeteile siehe: Liste der Orte im Landkreis Germersheim

## Natur- und Landschaftsschutz
Der Landkreis Germersheim weist eine vielfältige Naturlandschaft auf, die durch die Nähe zum Rhein, die Rheinauen sowie zahlreiche Feucht- und Waldgebiete geprägt ist. Der Natur- und Landschaftsschutz nimmt im Kreisgebiet eine bedeutende Rolle ein und dient dem Erhalt ökologisch wertvoller Lebensräume sowie dem Schutz bedrohter Tier- und Pflanzenarten.
Besonders hervorzuheben sind die großflächigen Auenlandschaften entlang des Rheins, die nicht nur als Biodiversitäts-Hotspots gelten, sondern auch wichtige Funktionen im Hochwasserschutz übernehmen. Zu den geschützten Gebieten im Landkreis zählen unter anderem die Naturschutzgebiete Hördter Rheinaue, Bienwald und das Klingbachtal-Kaiserbachtal. Diese Areale bieten seltenen Arten wie z. B. dem Eisvogel, der Bechsteinfledermaus oder verschiedenen Orchideenarten einen Rückzugsraum.
Neben den Naturschutzgebieten bestehen mehrere Landschaftsschutzgebiete sowie Biotopverbundsysteme, die eine Vernetzung ökologisch bedeutsamer Flächen fördern. Die Pflege und Entwicklung dieser Schutzgebiete erfolgen häufig in Zusammenarbeit mit regionalen Umweltverbänden, landwirtschaftlichen Betrieben und der Unteren Naturschutzbehörde. Ziel ist eine nachhaltige Nutzung der Landschaft unter Berücksichtigung ökologischer Belange.
Darüber hinaus erfüllt der Naturraum im Landkreis Germersheim auch eine wichtige Funktion als Naherholungsgebiet. Lehrpfade, Beobachtungstürme und geführte Exkursionen, unter anderem durch den NABU oder lokale Umweltinitiativen, leisten einen Beitrag zur Umweltbildung und fördern das Bewusstsein für den Schutz der natürlichen Lebensgrundlagen.
Aktuell über zwei Dutzend ausgewiesene Schutzgebiete beherbergt der Landkreis Germersheim und ein Großteil des überregionalen Landschaftsschutzgebiets Pfälzische Rheinauen liegt in dessen Verwaltungsbereich.

## Verkehr

### Straßen
Durch das südliche Kreisgebiet führt die Bundesautobahn 65 Karlsruhe-Ludwigshafen. Mehrere Bundesstraßen und Kreisstraßen durchziehen das Kreisgebiet, darunter die mehrspurig ausgebaute Bundesstraße 9 Karlsruhe-Speyer und die Bundesstraße 272.
Bei Germersheim (Rudolf-von-Habsburg-Brücke) und bei Wörth (Rheinbrücke Maxau) führen zwei Brücken über den Rhein.

### Kfz-Kennzeichen
Am 1. Juli 1956 wurde dem Landkreis bei der Einführung der bis heute gültigen Kfz-Kennzeichen das Unterscheidungszeichen GER zugewiesen. Es wird durchgängig bis heute ausgegeben.

### Schienenverkehr
Hier eröffnete die Pfälzische Maximiliansbahn-Gesellschaft im Jahre 1855 die Strecke von Neustadt an der Haardt über Landau in der Pfalz–Winden (Pfalz) bis ins elsässische Weißenburg. Von ihr zweigt seit 1864/65 die Bahnstrecke Winden–Karlsruhe ab, die von Maximiliansau durch die Stadt Karlsruhe erbaut worden war.
Die Kreisstadt Germersheim erhielt 1864 ihre erste Bahnverbindung durch die Pfälzische Ludwigsbahn von Schifferstadt über Speyer her. Sie wurde erst 1876 bis Wörth weitergeführt und zwar durch die Pfälzische Maximiliansbahn, die auch die weiteren Bahnen im Kreis errichtete:
- 1870 von Winden nach Bad Bergzabern
- 1872 von Germersheim nach Landau
- 1876 von Wörth nach Lauterburg im Elsass
- 1877 von Germersheim über den Rhein nach Bruchsal (Bruhrainbahn)
- 1905 von Speyer nach Neustadt

Damit hatte das Schienennetz im heutigen Landkreis eine Ausdehnung von 92 km erreicht. Davon wurden für den Personenverkehr dauerhaft die folgenden Strecken stillgelegt:
- 1956: Speyer – Schwegenheim – Neustadt (8 km; Meterspur)
- 1984: Landau – Zeiskam – Germersheim (11 km)

Zeitweise waren noch drei weitere Linien (mit 19 km im Landkreis) betroffen, welche jeweils zu Teilen im benachbarten Landkreis Südliche Weinstraße bzw. im Elsass verlaufen. Diese wurden jedoch inzwischen wieder reaktiviert. Es handelt sich um den Verkehr auf den Strecken nach Bad Bergzabern (10 km), Weißenburg (rund 15 km) und Lauterburg (gut 10 km).
Das im Jahr 2003 eingerichtete S-Bahn-System RheinNeckar umfasst mit Linien aus Richtung Karlsruhe, Ludwigshafen und Bruchsal mehrere Haltestellen im Landkreis. Das System der Stadtbahn Karlsruhe verbindet Karlsruhe seit 1994 mit Wörth und wurde 2010 bis Germersheim erweitert. Im gesamten Landkreis gelten die Tarife des Verkehrsverbunds Rhein-Neckar und des Karlsruher Verkehrsverbunds. Wichtige Eisenbahnknotenpunkte im Kreisgebiet sind Germersheim, Wörth und Winden.
Bei Germersheim führt die Rheinbrücke über den gleichnamigen Fluss, bei Wörth die Eisenbahnbrücke Maxau.

### Schifffahrt
Mehrere Gemeinden des Landkreises liegen direkt am Rhein und verfügen dort über Hafenanlagen bzw. Anlegeplätze. Bei Leimersheim und bei Neuburg führen kostenpflichtige Rheinfähren über den Fluss.

## Ehrenbürger
Am 12. Januar 2017 wurde Benno Heiter (CDU), ehrenamtlicher Kreisbeigeordneter und Stellvertreter des Landrats (von 2001 bis 2014) und zuvor hauptamtlicher Bürgermeister der Stadt Germersheim (von 1982 bis 2002), zum ersten Ehrenbürger des Landkreises ernannt.